# Anton von Radke
Anton von Radke (* 22. November 1796 Sluzewo bei Thorn; † 29. September 1861 in Dresden) war ein sächsischer Generalleutnant und Kommandant der Reiterei.

## Leben
Er stammte aus der 1811 nobilitierten Adelsfamilie „von Radke“. Radke war 1813 mit den aus Russland zurückkehrenden Heer in Königlich Sächsische Dienste gekommen und stieg, nachdem er von 1849 bis 1854 war er als Oberst Kommandeur des Königlich Sächsischen Karabinier-Regiment (2. Schweres Regiment) war, bis zum Generalleutnant und Kommandanten der Reiterei auf.
Im Alter von 64 Jahren starb er als Witwer und wurde am 3. Oktober auf dem Neustädter Friedhof in Dresden beigesetzt.
Aus seiner 1824 mit Theresia Kypke (1796–1847) geschlossenen Ehe gingen vier Kinder hervor. Darunter die unvermählt gebliebene Clothilde von Radke-Kypke,  Besitzerin des Fideikommiss Wiederau.